# Triángulo de Calabi

El triángulo de Calabi, con sus tres cuadrados inscritos

El triángulo de Calabi es un triángulo especial, hallado por Eugenio Calabi. Considérese el cuadrado más grande que se puede situar en el interior de un triángulo arbitrario. Puede ser que dicho cuadrado se pueda colocar en el triángulo de más de una manera. Si el cuadrado más grande puede colocarse de tres formas diferentes, entonces el triángulo es un triángulo equilátero o bien es un triángulo de Calabi.
El triángulo de Calabi es un triángulo isósceles. La relación entre la base y los dos lados iguales es
{\displaystyle x={1 \over 3}+{(-23+3i{\sqrt {237}})^{1/3} \over 3\cdot 2^{2/3}}+{11 \over 3\cdot (2\cdot (-23+3i{\sqrt {237}}))^{1/3}}}
que se aproxima a 1.55138752454. Es la mayor raíz positiva del polinomio
{\displaystyle 2x^{3}-2x^{2}-3x+2=0}
y tiene representación en forma de fracción continua como [1, 1, 1, 4, 2, 1, 2, 1, 5, 2, 1, 3, 1, 1, 390, ...].
El triángulo de Calabi es obtuso, con los ángulos de la base que miden 39.1320261...° y el tercer ángulo de 101.7359477...°.